# Нэкоаси-дати
Нэкоаси-дати (яп. 猫足立ち — стойка кошки) — основная задняя защитно-боевая стойка в каратэ.

## Позиция

Положение стоп в нэкоаси-дати

Нэкоаси-дати — короткая стойка: передняя нога стоит практически вплотную к задней. Эта стойка похожа на кокуцу-дати, но значительно короче её. Более близкое расположение ног позволяет быстрее их перемещать. Пятки находятся на одной линии, а стопа передней ноги смотрит вперёд и опирается только на переднюю подушку (тюсоку), пятка передней ноги приподнята над полом. Стопа задней ноги развёрнута во внешнюю сторону на угол 45 градусов и опирается на всю площадь подошвы. 90 процентов веса тела приходится на заднюю ногу, 10 процентов — на переднюю. Обе ноги находятся в полусогнутом положении, при этом колено передней ноги направлено вперёд, задней — в сторону. Тело расположено вертикально. Положение ног в этой стойке напоминает положение задних ног кота, за что стойка и получила своё название.
Стойка может быть как левосторонней — с левой ногой впереди (хидари), так и правосторонней — с правой ногой впереди (миги).